# Indiavaí
Indiavaí är en kommun i Brasilien.   Den ligger i delstaten Mato Grosso, i den centrala delen av landet, 1 100 km väster om huvudstaden Brasília. Antalet invånare är 2 407.
Omgivningarna runt Indiavaí är huvudsakligen savann. Runt Indiavaí är det mycket glesbefolkat, med 3 invånare per kvadratkilometer.